# Semenkî, Bar
Semenkî (în ucraineană Семенки) este un sat în comuna Tereșkî din raionul Bar, regiunea Vinnița, Ucraina.

## Demografie
Componența lingvistică a localității Semenkî
     Ucraineană (99,74%)
     Alte limbi (0,26%)
Conform recensământului din 2001, majoritatea populației localității Semenkî era vorbitoare de ucraineană (99,74%), existând în minoritate și vorbitori de alte limbi.